# غار چوفین
غار چوفین در شهر ری‌کلونز در ریونانسا (کانتابریا), اسپانیا واقع شده است. در محل تقاطع رودهای لاماسون و نانسا قرار دارد و چندین غار با هنر سنگ‌نگاری بر روی دامنه‌های تندبالای آب تزیین شده‌اند. چوفین یکی از غارهایی است که در فهرست میراث جهانی یونسکو تحت عنوان غار آلتامیرا و هنر غارنگاری پارینه‌سنگی در شمال اسپانیا قرار دارد.